# Achille Longo
Achille Longo (Napoli, 28 marzo 1900 – Napoli, 28 maggio 1954) è stato un compositore italiano.

## Biografia
Figlio d'arte dell'insigne musicista e noto didatta del pianoforte (nonché direttore del Conservatorio di Napoli) Alessandro, è stato un esponente della scuola napoletana del Novecento.
Compose musica sinfonica, musica da film e musica da camera. Il suo Trio per pianoforte, violino e violoncello fu, negli anni quaranta,  uno dei cavalli di battaglia dell'acclamato Trio di Trieste. Lasciato ben presto il concertismo, si dedicò all'insegnamento, al giornalismo e alla critica musicale, oltre che alla docenza di Composizione presso i conservatori di Parma e di Napoli.
Profondo fu il suo impegno quale didatta. Rinomato è il suo libro edito da Ricordi sulle tecniche di armonizzazione dei canti dati. Tra i suoi alunni figurano Franco Margola, Bruno Mazzotta, Teresa Procaccini, Francesco de Masi, e Aldo Ciccolini.
Curò le musiche di numerosi progetti cinematografici.  Tra le sue composizioni più note: le musiche di Non mi muovo! con Eduardo De Filippo e quelle di Patto con il diavolo con Ave Ninchi.
Fu direttore del Conservatorio di Napoli dal 1944 fino all'anno della sua morte.

## Alcune opere significative

### Musica sinfonica
- Serenata in Do maggiore, per orchestra
- Notturno per orchestra

### Musica da film
- La fanciulla dell'altra riva (1942) regia di Pietro Ballerini
- La bella addormentata (1942) regia di Luigi Chiarini
- Via delle cinque lune (1942) regia di Luigi Chiarini
- Non mi muovo! (1943)) regia di Giorgio Simonelli
- La Locandiera (1944) regia di Luigi Chiarini
- Patto con il diavolo (1949) regia di Luigi Chiarini
- L'ultimo amante (1954) regia di Mario Mattoli

### Musica da camera
- Suite per Pianoforte e Fiati (flauto, oboe, clarinetto e fagotto)trascrizione di Giovanni Rea 2011 dal manoscritto in possesso di Miriam Longo

- Quintetto in Re Maggiore per pianoforte e quartetto d'archi (Primo Quintetto 1916 - 1919 saggio di composizione) trascrizione di Giovanni Rea 2018 dal manoscritto del Conservatorio S. Pietro a Majella

- Trio in Si bem. per pianoforte, violino e violoncello
- Sonata per violoncello e pianoforte
- Sonatina per oboe e pianoforte
- Sonatina per violino e pianoforte
- Quintetto per pianoforte e quartetto d'archi (1934)
- Quattro liriche napoletane su poesie di Salvatore Di Giacomo per canto e pianoforte